# Xiang Linxiang
Xiang Linxiang (en chino: 向林香; 6 de diciembre de 2004) es una deportista china que compite en halterofilia. Ganó una medalla de plata en el Campeonato Mundial de Halterofilia de 2024, en la categoría de 49 kg.

## Palmarés internacional
| Campeonato Mundial | Campeonato Mundial | Campeonato Mundial | Campeonato Mundial |
| Año                | Lugar              | Medalla            | Categoría          |
| ------------------ | ------------------ | ------------------ | ------------------ |
| 2024               | Manama (Baréin)    | Medalla de plata   | 49 kg              |